# Ню¹ Голубя
Ню¹ Голубя (лат. ν¹ Columbae), HD 37430 — двойная звезда в созвездии Голубя на расстоянии приблизительно 142 световых лет (около 43,3 парсек) от Солнца. Видимая звёздная величина звезды — +6,143m. Возраст звезды определён как около 20,5 млн лет.

## Характеристики
Первый компонент — жёлто-белая звезда спектрального класса A5, или F0IV. Масса — около 1,5 солнечной, радиус — около 1,651 солнечного, светимость — около 4,3 солнечной. Эффективная температура — около 7091 K.
Второй компонент — красный карлик спектрального класса M. Масса — около 304,9 юпитерианской (0,2911 солнечной). Удалён в среднем на 1,712 а.е..